# 東塚
東塚（ひがしづか）は、岡山県倉敷市水島地域にある町字である。なお東塚と隣接し、ともに第一福田小学校区を形成するなど歴史・生活面で繋がりの深い松江（まつえ）・中畝（なかせ）・南畝（みなみせ）も、東塚とともに解説する（以下、4地区あわせて東塚周辺と呼称する）。
上記の東塚周辺地域は福田地区の南部に位置し、かつての児島郡福田新田村の中南部にあたり、明治初期頃までそれぞれ児島郡東塚村・松江村・中畝村・南畝村を名乗っていた。

## 概要
水島支所管内の中央南よりにあたり、東西・南北各2.5kmのほぼ正方形のエリアである。倉敷市本庁舎からは南へ約7kmに位置し、南側に水島臨海工業地帯と隣接、北には北畝、北東に古新田、東に呼松、西には水島市街とそれぞれしている。
当地はかつては海域（水島灘）であった。高梁川が中世後期以降順次おこなわれていった干拓により流路・河口部が南下していき、当地は東高梁川河口沖へ位置するように変化した。高梁川の沖積作用により干潟が生まれていき、享保年間に福田村西沖が干拓された（のちの福田古新田）。その西方にあたる東高梁川河口沖に高塚原と呼ばれる広大な干潟が生まれ、三角州となり、天明年間に児島郡柳田村の名主・汲五平が新田造成を岡山藩に申請し、許可を得て干拓を行ったが成功しなかった。その後、同郡味野村の野崎武左右衛門が藩命を受けて干拓を実行、嘉永5年に完成し954町7反3畝余りの新田が開墾された。その後福田新田と命名し、かつて福田村西方沖に干拓された同名の福田新田は、福田古新田に改称された。広大な福田新田は6つに分けられ、北部は北畝、中西部は中畝、西南部は南畝、中東部は東塚、南東部は松江となった。このうち北部の北畝を除く地域が当地にあたる。呼松村西方沖にあった王島という島は、福田新田開墾により、福田新田と陸続きとなった。現在、松江の南部にある王島山が、かつての王島である。
明治22年6月1日の町村制施行にあたり、現在の南畝・中畝・北畝からなる中畝村（なかせそん）と、松江と東塚からなる松江村が合併し、福田新田村（ふくだしんでんそん）を新設。その後、同37年4月に福田村（旧）と呼松村と合併、新・福田村（のちの福田町）を新設するに至った。
倉敷市（旧）に合併後、住所表記は大字の一部に旧町名を冠し「福田町○○」としていたが、のちに現在のように福田町を大字からと取り去った。
昭和40年代にからの水島臨海工業地帯の発展に伴い、市街化が進行し人口が急速に増加、地域社会も大きく変容し新興都市的な気風が見られるようになった。
地区北部を東西に水玉ブリッジラインと接続する岡山県道428号が通過し、中部を東西に国道430号、また中部と東部をそれぞれ南北に大型道路が通過している。西端部は南北に水島臨海鉄道が通過し、常盤駅と水島駅、また貨物駅の東水島駅がある。
古くは米・麦・イグサ・綿花などを主産物とする農業地帯で、近代以降は畑作が中心となっていたが、市街地化により商店・事業所・宅地が多く立地し、農地はほとんど消滅している。
かつて同じ福田新田であった北部の北畝とほぼ同じような特徴を持っているエリアである。

## 地域

### 東塚
明治初期まで児島郡東塚村（ひがしづかそん）と称していた地区。福田のほぼ中央部に位置し、岡山県道274号福田老松線を挟んで東側に古新田南部・広江西北部と隣接し、一帯は福田および旧福田町の中枢地帯となっている。また当地に小学校などが置かれており、同学区を構成する東塚・松江・中畝・南畝などの地区の中枢も担っている。
近世後期の福田新田造成までは海域であった。田新田造成後に区画された6村の一つで、福田新田の東部に位置するため、福田新田が造成される前にあった高塚原の東部という意味で東塚と呼ばれるようになった。
明治期になり、明治11年南側にある松江村と合併し、新たな松江村を新設。明治22年6月1日に西隣の中畝村と合併し、福田新田村を新設、のち福田新田村を経て福田村（福田町）となった。
現在、北部を県道428号線が、南部を国道430号線がそれぞれ東西に走り、さらに県道274号を含め幹線道路周辺は商店・事業所などが林立し、それ以外の地は宅地が密集し、古くから多く見られた農地はほとんど消滅している。

### 松江
福田の南部および水島支所管内の中南部に位置する。明治初期まで児島郡松江村（まつえそん）と称していた。地区南部に王島山（標高93.7メートル）という近世後期の福田新田造成まで島であった丘があり、現在は地区のシンボル的存在となっている。。
当地は、福田新田造成後に6つに区分されたうちの南東部にあたる。地名の由来は、王島の東岸に松江という古くからの集落があり、松江集落を含む王島と新田の東南部一帯を、この集落名をとり松江村と命名したことによる。
明治期になり、明治11年に北隣の東塚村と合併し、新たな松江村を新設。明治22年6月1日に西隣の中畝村と合併し、福田新田村を新設、のち福田新田村を経て福田村（福田町）となった。
近代になると、松江南側の海域が干拓・埋め立てされ（福田西干拓）て水島臨海工業地帯の一部となり、景観が一変。現在は潮通の地名を称している。そのため松江の南側あたりは事業所・工場が多く立地している。かつて潮通の地には生姫島および鼻ぐり島と呼ばれる2つの岩礁があったが共に陸地化した。また、王島山は南側に水島臨海鉄道の貨物駅である東水島駅が造成され、さらには土砂採取のため、かつて山形を崩してしまった。
王島山山中には現在も金刀比羅神社が祀られている。

### 中畝
福田の中西部南寄りに位置し、明治初期まで児島郡中畝村（なかせそん）と称していた地である。近世に福田新田造成された後に6ヶ村に区分されたうち中西部にあたり、同新田の中寄りにあることで中畝と名付けられたとされる。
明治期になり、明治11年に北側にある北畝村、南側の南畝村の両村と合併し、新たな中畝村を新設。明治22年6月1日に東隣の松江村と合併し、福田新田村を新設、のち福田新田村を経て福田村（福田町）となった。
北側の北畝同様に西側に水島中心市街地があり、境界部を水島臨海鉄道が通過し、常盤駅と水島駅がある。国道430号や岡山県道428号倉敷西環状線が東西に走り、かつては農地が多かったが現在は市街化が進行し、農地はほとんどなくなった。国道沿いを中心に商店・事業所が多く立地、それ以外の地は宅地が多くを占める。

### 南畝
福田の南西部に位置し、明治初期まで児島郡南畝村（みなみせそん）と称していた。かつての福田新田が造成された後に区分された6ヶ村のうちの南西部にあたり、同新田の南よりにあることで南畝と名付けられた。
明治期になり、明治11年に北側にある北畝・中畝両村と合併し、新たな中畝村を新設。明治22年6月1日に東隣の松江村と合併し、福田新田村を新設、のち福田新田村を経て福田村（福田町）となった。
古くから農地が多かったが、近代において造成された南側の土地は、水島臨海工業地帯の一部となっていることから、当地にも事業所・工場が多数立地し、農地はほとんど見られなくなった。

## 学区
小学校区
全域が第一福田小学校区。
中学校区
全域が福田南中学校区。

## 地勢
山岳
- 王島山 - 松江

河川
- 八間川

## 主要施設
行政施設
- 福田南公民館 - 東塚

教育施設
- 倉敷市立第一福田小学校 - 東塚
- 倉敷市立第一福田幼稚園 - 東塚
- 倉敷市立第一福田保育園 - 中畝

郵便局
- 東塚郵便局 - 東塚
- 中畝郵便局 - 中畝

企業事業所
- 水島臨海工業地帯C地区

神社仏閣
- 金刀比羅神社 - 松江
- 由加神社 - 東塚
- 中畝神社 - 中畝

## 交通
道路
- 国道430号
- 岡山県道428号倉敷西環状線

鉄道
- 水島臨海鉄道
  - 東水島駅 - 貨物専用駅